# Dominio Windows Server
In informatica un dominio Windows Server è un gruppo logico di computer che eseguono versioni del sistema operativo Microsoft Windows e che condividono un database di directory centralizzato detto, in linguaggio Microsoft, Active Directory, a partire da Windows 2000, Active Directory Domain Services in Windows Server 2008 e Windows Server 2008 R2 o anche come NT Directory Services su sistemi operativi Windows NT, o NTDS, contenente gli account utente e informazioni di protezione per le risorse in tale dominio: ogni persona che utilizza il computer all'interno di un dominio riceve un account o un nome utente univoco a cui può essere assegnato il grado di accesso alle risorse disponibili all'interno del dominio secondo dei criteri di gruppo assegnati dall'amministratore di sistema.

## Descrizione
In un dominio la directory si trova su computer configurati come controller di dominio ovvero un server che gestisce tutti gli aspetti legati alla sicurezza delle interazioni tra utente e dominio, centralizzando la stessa e l'amministrazione. Un dominio non si riferisce ad una singola sede o ad un tipo specifico di configurazione di rete: i computer in un dominio possono condividere la vicinanza fisica all'interno di una piccola LAN oppure possono essere situati in diverse parti del mondo.
I computer possono connettersi a un dominio tramite LAN, WAN o con una connessione VPN. Gli utenti di un dominio possono utilizzare la protezione avanzata per la connessione VPN attraverso il supporto di una certificate authority che si ottiene quando un dominio viene aggiunto ad una rete. Di conseguenza possono essere utilizzati come metodi di autenticazione anche smart card e certificati digitali.
I computer all'interno di un dominio Active Directory possono essere strutturati in unità organizzative in base alla località, la struttura organizzativa o altri fattori. Nella prima versione di dominio di Windows Server (fornito con Windows NT 3.x / 4) le macchine non potevano che essere viste in due stati dagli strumenti di amministrazione: i computer rilevati (sulla rete) ed i computer che in realtà apparteneva al dominio. La gestione di Active Directory è più facile per gli amministratori e consente di gestire e distribuire le modifiche di rete e le politiche a tutte le macchine collegate al dominio.
Un dominio di Windows Server è in genere consigliato per le organizzazioni in cui sono utilizzati più di 10 computer in rete. L'alternativa fornita da Microsoft è il Windows Workgroup. In tale ambiente di rete i computer utilizzano un approccio peer-to-peer (o client-to-Client), piuttosto che l'architettura centralizzata costituita da client-server adottata dai domini. Il sistema Windows Workgroup è adeguato per le piccole reti di computer domestici od home-office mancando di scalabilità, funzionalità di disaster recovery, criteri di gruppo ed altre caratteristiche di sicurezza.